# Al-Fukhari
Al-Fukhari, també al-Fokari o al-Fukhkhari (àrab: الفَخّاري, al-Faẖẖārī), és una vila palestina de la governació de Khan Yunis, al sud de la Franja de Gaza, situada entre Khuza'a i Rafah. Es troba al costat oriental de la carretera que creua Sufa, a l'oest de la frontera amb Israel.
En el cens de 1997 de l'Oficina Central Palestina d'Estadístiques (PCB) tenia 2.616 habitants, arribant a una estimació de 5.539 el 2008. Durant les eleccions municipals palestines de 2005, el partit Fatah i independents, va obtenir la majoria d'escons al consell municipal d'Al-Fukhari. L'alcalde de la vila és Hasan al-Amouri.
La superfície total d'Al-Fukhari és de 4.767 dúnams. D'aquests, el 37.3% són urbanitzats (majoritàriament residencials) i la major part de la resta s'utilitza per a usos agrícoles.

## Efectes de la guerra de Gaza
Durant l'ofensiva israeliana de 2008-09 contra el govern de Hamàs a la Franja de Gaza, 13 cases d'al-Fukhari pertanyents a un total de 85 persones, la majoria dels membres de les famílies Amouri i Eid, van ser destruïdes per l'Exèrcit israelià segons un informe de Human Rights Watch. La família Amouri va afirmar que el 30 dúnams de les seves oliveres van ser arrasades mentre que la família d'Eid va informar que una gran part de la seva granja de blat de 20 dúnams van ser aixafats pels vehicles militars israelians.
Als afores d'al-Fukhari també van ser destruïts la fàbrica de formigó Abu Sita i 13 vehicles de l'empresa. HRW va concloure que la fàbrica i el seu equip havia estat arrasats pels militars israelians. La família Amouri va declarar que no hi havia militants actius a la zona en el moment de la incursió israeliana i que els militants havien requisat les seves llars prèviament.